# Polythoridae
Famille
Les Polythoridae sont une famille d'odonates du sous-ordre des zygoptères (insectes communément appelés « demoiselles » en français).

## Systématique
La famille des Polythoridae a été créée en 1919 par le botaniste et entomologiste américain Philip Alexander Munz (d) (1892–1974) initialement comme sous-famille sous le taxon Polythorinae. Ce document a été rédigé dans le cadre de sa thèse à l'université Cornell.

## Liste des genres
Selon World Odonata List et Catalogue of Life (2 juillet 2017) :
- Chalcopteryx Selys, 1853
- Chalcothore De Marmels, 1988
- Cora Selys, 1853
- Euthore Selys, 1869
- Miocora Calvert, 1917
- Polythore Calvert, 1917
- Stenocora Kennedy, 1940

## Publication originale
- (en) Philip A. Munz‏‎, « A venational study of the suborder Zygoptera (Odonata) with keys for the identification of genera », Memoirs of the American Entomological Society, Philadelphie, Société entomologique américaine, vol. 1919, no 3,‎ 13 mars 1919, p. 1-78 (ISSN 0065-8170, OCLC 1479819, lire en ligne).